# Maszyna parowa

Schemat działania rozrządu maszyny parowej

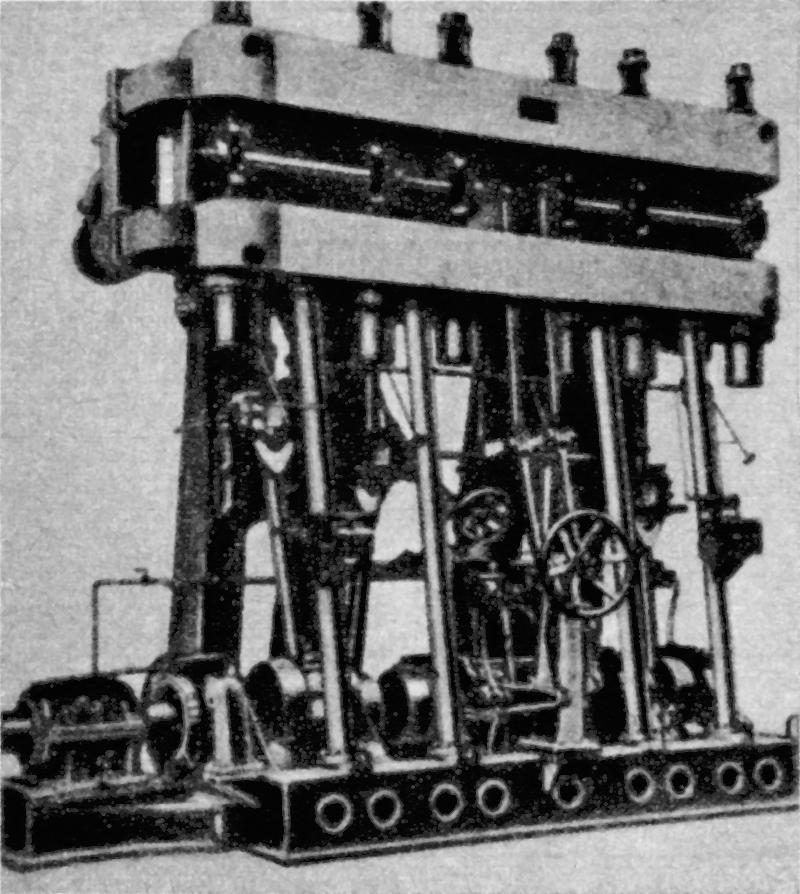
Maszyna parowa dla SS Olza

Maszyna parowa – parowy silnik tłokowy. Czasem do maszyn parowych zalicza się pompy parowe powstałe przed silnikiem tłokowym. Za wynalazcę maszyny parowej uważa się Jamesa Watta, który w 1763 roku udoskonalił atmosferyczny silnik parowy zbudowany wcześniej przez Thomasa Newcomena.

## Działanie silnika parowego

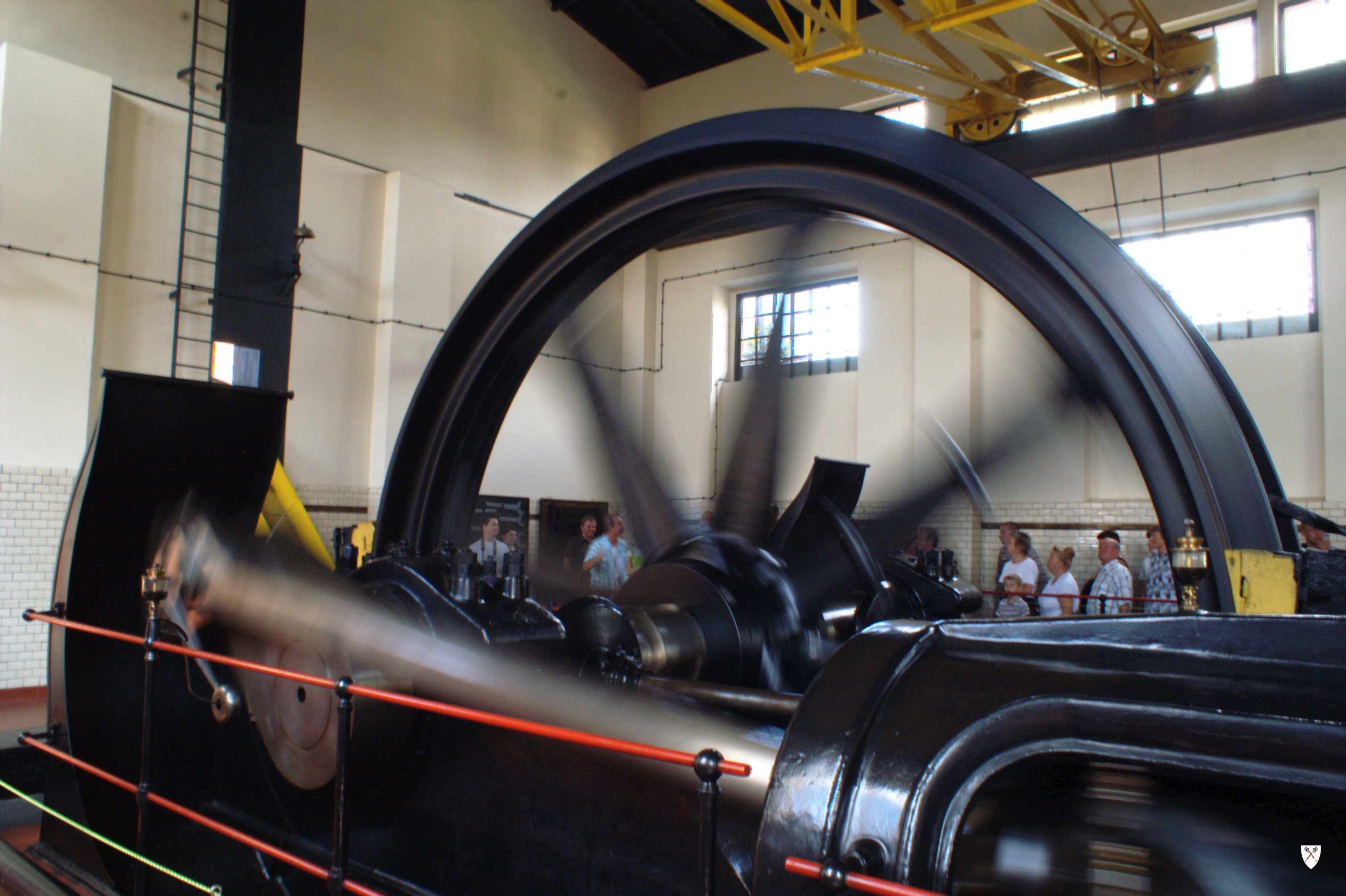
Parowa maszyna wyciągowa kopalni „Królowa Luiza”

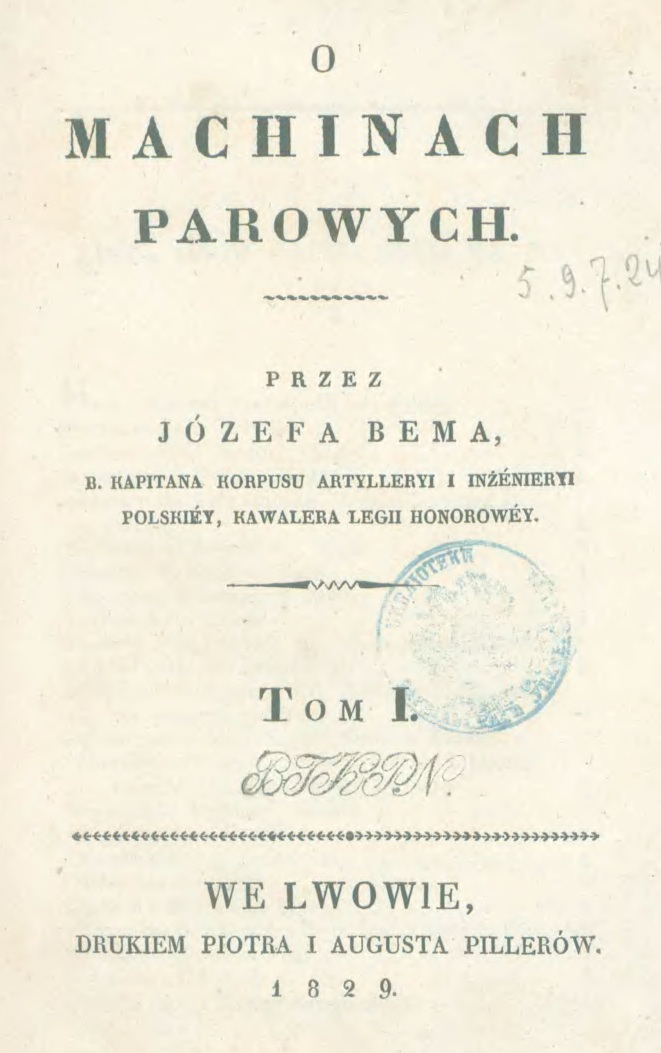
Książka Józefa Bema „O machinach parowych” Lwów 1829.

Spalając pod napełnionym kotłem drewno bądź węgiel, doprowadzano wodę do wrzenia. Wytworzona w ten sposób para była doprowadzana przez układ rozrządu do cylindra. Tłok wprawiany był w ruch poprzez naprzemienne wpuszczanie będącej pod wysokim ciśnieniem pary do przedniej i tylnej części cylindra (rozdzielonych tłokiem). Następnie za pośrednictwem korbowodu przenoszono wytworzoną energię na wał korbowy i koło zamachowe. W celu stabilizacji obrotów w maszynach parowych używany był regulator odśrodkowy.

## Sprawność
Pierwsze silniki były zasilane parą nasyconą, która częściowo skraplała się na chłodniejszych ściankach cylindra – co powodowało znaczne straty cieplne i obniżało sprawność. Dopiero wprowadzenie przegrzewaczy i w ich konsekwencji użycie pary przegrzanej doprowadziło do poprawy sprawności termodynamicznej silnika parowego.
Dalszy wzrost sprawności był możliwy poprzez zastosowanie silnika o podwójnym rozprężaniu. Para, pod dużym ciśnieniem, dopływała do cylindra wysokociśnieniowego, a następnie była źródłem zasilania znacznie większego cylindra niskociśnieniowego. W wyniku podwójnego rozprężania energia pary odlotowej była znacznie mniejsza niż przy jednokrotnym rozprężaniu, co zwiększało sprawność.

## Zmierzch silnika
Maszyny parowe w klasycznym ujęciu są od dawna nieprodukowane. Wiąże się to z szeregiem ich nieusuwalnych wad, takich jak:
- niska sprawność konwersji energii cieplnej w pracę mechaniczną,
- duża masa własna,
- niskie obroty pracy,
- konieczność użycia dodatkowego urządzenia (kocioł parowy) do wytwarzania pary.

## Budowa
| Przekrój przez maszynę parową | 1. tłok 2. tłoczysko 3. krzyżulec 4. korbowód 5. wykorbienie wału korbowego 6. wał korbowy 7. koło zamachowe 8. suwak (mechanika) 9. regulator odśrodkowy |

## Zachowane (działające)
- Skansen Górniczy Królowa Luiza w Zabrzu – maszyna wyciągowa z 1915 r., zawsze uruchamiana dla zwiedzających[2],
- Muzem Narodowe Rolnictwa i Przemysłu Rolno-Spożywczego w Szreniawie koło Poznania – lokomobila uruchamiana podczas pokazów[3]
- Kaszubski Park Etnograficzny we Wdzydzach – lokomobila uruchamiana przeważnie raz do roku w lipcu w czasie Jarmarku Wdzydzkiego napędza tartak[4]